# Nataša Erjavec
Nataša Erjavec, slovenska suvalka krogle, * 15. maj 1968.
Erjavčeva je Slovenijo zastopala na dveh Svetovnih prvenstvih in na enem Dvoranskem svetovnem prvenstvu. Osvojila je tudi drugo mesto na Sredozemskih igrah leta 1993.  

## Osebni rekord
Osebni rekord na stadionu je dosegla v Novi Gorici leta 1994 in znaša 18,10 metrov, osebni dvoranski rekord pa je dosegla leta 1996 v Ljubljani in znaša 17,97 metrov. Oba njena rekorda sta tudi državna rekorda v tej disciplini.  

## Dosežki
| Predstavnica države Slovenija | Predstavnica države Slovenija | Predstavnica države Slovenija | Predstavnica države Slovenija | Predstavnica države Slovenija | Predstavnica države Slovenija |
| ----------------------------- | ----------------------------- | ----------------------------- | ----------------------------- | ----------------------------- | ----------------------------- |
| 1993                          | Sredozemske igre              | Narbonne, Francija            | 2. mesto                      | suvanje krogle                | 16.88 m                       |
| 1993                          | Svetovno prvenstvo            | Stuttgart, Nemčija            | 24. mesto (q)                 | suvanje krogle                | 15.71 m                       |
| 1994                          | Evropsko prvenstvo            | Helsinki, Finska              | 12. mesto                     | suvanje krogle                | 16.34 m                       |
| 1995                          | Svetovno dvoransko prvenstvo  | Barcelona, Španija            | 9. mesto                      | suvanje krogle                | 17.41 m                       |
| 1995                          | Univerziada                   | Fukuoka, Japonska             | 5. mesto                      | suvanje krogle                | 16.90 m                       |
| 1995                          | Svetovno prvenstvo            | Gothenburg, Švedska           | 15. mesto (q)                 | suvanje krogle                | 16.91 m                       |
| 1997                          | Sredozemske igre              | Bari, Italija                 | 7. mesto                      | suvanje krogle                | 16.94 m                       |
| 1998                          | Evropsko prvenstvo            | Budimpešta, Madžarska         | 17. mesto (q)                 | suvanje krogle                | 16.43 m                       |